# شاميك موور
شاميك موور (بالإنجليزية: Shameik Moore؛ مواليد 4 مايو 1995) ممثل ومغني راب أمريكي.

## الحياة الشخصية
تنحدر عائلته من أصول جاميكية.

## وصلات خارجية
- شاميك موور على موقع IMDb (الإنجليزية)
- شاميك موور على موقع ألو سيني (الفرنسية)
- شاميك موور على موقع ميوزك برينز (الإنجليزية)
- شاميك موور على موقع أول موفي (الإنجليزية)
- شاميك موور على موقع قاعدة بيانات الأفلام السويدية (السويدية)
- شاميك موور على موقع أول ميوزيك (الإنجليزية)
- شاميك موور على موقع ديسكوغز (الإنجليزية)
- شاميك موور على موقع قاعدة بيانات الفيلم (الإنجليزية)
- شاميك موور على موقع كينوبويسك (الروسية)